# Melina Petriella
Melina Josefina Petriella (Buenos Aires, 2 de marzo de 1976) es una actriz y productora argentina de cine y televisión. Debutó como actriz en el año 1994 en la tira Inconquistable corazón. Es hermana de la actriz Julieta Petriella.

## Vida privada
Desde 2004 a 2012 mantuvo una relación sentimental con el actor Fabio Di Tomaso.

## Televisión
| Año         | Título                         | Canal      | Personaje                      | Notas                     |
| ----------- | ------------------------------ | ---------- | ------------------------------ | ------------------------- |
| 1994 - 1995 | Inconquistable corazón         | Canal 9    | Jimena                         | Principal                 |
| 1996 - 1997 | Mamá x 2                       | Canal 9    | Sol Alvaredo                   | Principal                 |
| 1997        | Poliladron                     | Canal 13   | Magalí                         | Episodio 110 - 111        |
| 1997        | Carola Casini                  | Canal 13   | Damiana                        | Recurrente                |
| 1997 - 1998 | R.R.D.T.                       | Canal 13   | Karina Franco                  | Participación Especial    |
| 1998 - 1999 | Gasoleros                      | Canal 13   | Valeria Martínez Olmos         | Principal                 |
| 2000        | Calientes                      | Canal 13   | Johana                         | Principal                 |
| 2000 - 2001 | Luna salvaje                   | Telefe     | Miranda Flores                 | Principal                 |
| 2001        | El sodero de mi vida           | Canal 13   | María Sassone                  | Principal                 |
| 2001        | Tiempo final                   | Telefe     | Florencia "Flor"               | Episodio: "Cama de hotel" |
| 2002        | El precio del poder            | Canal 9    | Beatriz                        | Participación Especial    |
| 2003        | Son amores                     | Canal 13   | Gabriela "Gaby" Murillo        | Recurrente                |
| 2003        | Rincón de luz                  | Canal 9    | Delfina Díaz Guillén           | Antagonista               |
| 2003        | Rincón de luz                  | America TV | Delfina Díaz Guillén           | Antagonista               |
| 2004        | Padre Coraje                   | Canal 13   | Lourdes Bernal Ponce "La nena" | Participación Especial    |
| 2005        | Amor en custodia               | Telefe     | Bárbara "Barbie" Bazterrica    | Protagonista              |
| 2006        | Collar de Esmeraldas           | Canal 13   | Abril Dorman                   | Antagonista               |
| 2008        | Don Juan y su bella dama       | Telefe     | Mora Garcilazo                 | Participación Especial    |
| 2009        | Acompañantes                   | Telefe     | Nuria                          | Episodio 1                |
| 2012        | Volver a nacer                 | TV Pública | Pilar Monteaguado              | Protagonista              |
| 2015        | 4 reinas                       | TV Pública | Florencia                      | Protagonista              |
| 2024-2026   | Pedregales a un cisne violáceo | Telemedia  | Mercedes Sarnetiollo           | Recurrente                |
| 2024-2025   | Contigo no estaré mañana       | Telemedia  | Ainhoa Céspedes                | Protagonista principal    |

Como productora
| Año  | Título                     | Canal      |
| ---- | -------------------------- | ---------- |
| 2012 | Volver a nacer             | TV Pública |
| 2012 | La viuda de Rafael         | TV Pública |
| 2014 | Coma, el amor te despierta | TV Pública |
| 2015 | 4 reinas                   | TV Pública |

## Cine
| Cine | Cine                       | Cine             | Cine              |
| Año  | Título                     | Personaje        | Dirección         |
| ---- | -------------------------- | ---------------- | ----------------- |
| 1996 | Besos en la frente         | Mercedes Young   | Carlos Galettini  |
| 2000 | Esperando al Mesías        | Estela           | Daniel Burman     |
| 2001 | Nocturno                   | Sofía            | Diego Varela      |
| 2004 | El abrazo partido          | Estela           | Daniel Burman     |
| 2010 | Miss Tacuarembó            | María Noel López | Martín Sastre     |
| 2011 | Quiero morir en tus brazos | Lidia            | Víctor Jorge Ruiz |

## Teatro
| Teatro    | Teatro                 | Teatro                                     | Teatro |
| Año       | Título                 | Dirección                                  |        |
| --------- | ---------------------- | ------------------------------------------ | ------ |
| 2005-2006 | Toc Toc                | Lía Jelín                                  |        |
| 2006      | El Armiño (L´hermine)  | Raúl Brambilla                             |        |
| 2009      | Raíces                 | Luciano Suardi                             |        |
| 2014-2015 | El Tenor               | Lía Jelín                                  |        |
| 2015      | Vic y Vic              | Eugenia Levin                              |        |
| 2015-2016 | La Venus de las pieles | Nayla Pose, Claudio Quinteros              |        |
| 2017-2018 | Las Carolinas          | Luciano Cáceres, Ignacio Rodríguez De Anca |        |
| 2018-2019 | ¡Jettatore!            | Rubén Stella                               |        |
| 2019      | El libro de Ruth       | Santiago Doria                             |        |